# Хорват, Евгений Анатольевич
Евге́ний Анато́льевич Хо́рват (15 ноября 1961, Москва — 12 сентября 1993, Гамбург, Германия) — русский поэт, затем немецкий художник.

## Биография
Сын известного писателя-психотерапевта Анатолия Добровича; мать — Вероника Николаевна, преподаватель романо-германских языков в МГУ; родители разошлись, когда Евгению было два года.
В 1976 году вместе с матерью и младшей сестрой переехал в Кишинёв. В 1978 году поступил на факультет журналистики Кишинёвского университета, но ушёл, не окончив первого курса. С начала 1980 года жил в Петрозаводске, работал дворником, затем вернулся в Кишинёв. Участие в акции кишинёвского поэта Александра Фрадиса по распространению антисоветских листовок в ленинградских учебных институтах и знакомство с петрозаводским диссидентом Андреем Шилковым привлекло к Хорвату внимание КГБ, что повлияло на решение покинуть СССР.
В 1981 году Евгений Хорват с матерью и сестрой эмигрировал в Германию. С 1984 по 1989 год учился в Гамбургском университете на факультете славянской филологии.
В 1989 году защитил магистерскую диссертацию на тему: «Философия общего дела Н. Фёдорова». В 1990—1992 годах работал переводчиком при Министерстве внутренних дел под Бонном, где обучал немецких офицеров, надзирающих за разоружением в странах СНГ, русскому языку, а также консультировал их по менталитету русских.
Параллельно работал корреспондентом радиостанции «Немецкая волна» в Кёльне, редактором и автором издательства Overseas Publications Interchange Ltd. в Лондоне и газеты «Русская мысль» в Париже.
С 1985 года самостоятельно учился живописи, позже занимался концепт-артом (инсталляции в пространстве, хеппенинги, арт-проекты: «Смерть Хорвата», «Артократия», «Make Up», «Ready Man», «Роза мира» (не закончен), «Перекоп Европы»).
С 1983 года был женат на Катарине, немецкой славистке-историке.
С середины 1980 годов страдал маниакально-депрессивным синдромом с психотическими обострениями, во время одного из которых покончил с собой.

## Творчество
С 1976 года посещал кишинёвскую литературную студию «Орбита» при газете «Молодёжь Молдавии» (вместе с Наумом Капланом, Александром Фрадисом, Борисом Ройтблатом, Виктором Панэ, Катей Капович и другими), где сразу обратил на себя внимание яркой одарённостью. В том же году при поддержке руководителя студии поэта Рудольфа Ольшевского начал публиковаться в газете «Молодёжь Молдавии»; впоследствии в СССР напечатал несколько стихотворений в журнале «Кодры» (Кишинёв) и альманахе «Истоки» (Москва). С 1981 года, с начала эмиграции, стихи Е. Хорвата появлялись в журналах «Континент» и «Стрелец», в газете «Русская мысль», в антологии «У Голубой лагуны». В 1985 году Хорват создал издательство «ХОР&ТМА», под маркой которого выпустил несколько фактически самиздатских поэтических книг — как своих собственных, так и других авторов.
Выпустив в 1986 году коллективный сборник «Смерть Хорвата», посвящённый символической «смерти русского поэта Хорвата», прекратил писать стихи. Испытав влияние идей Йозефа Бойса и Курта Швиттерса, посвятил себя актуальному искусству. Под псевдонимом Мэйк Ап принимал участие в выставках в Германии. В 1988 году осуществил попытку превращения своей жизни в тотальный перформанс, а в 1992 году, опираясь на этот опыт, написал роман Ready-Man (на немецком языке). Совершил самоубийство накануне открытия своей первой большой инсталляции «Перекоп Европы».
Первая посмертная публикация стихов Хорвата в России состоялась уже в 1994 году в журнале «Знамя»; позже стихи были включены в антологии «Строфы века» и «Самиздат века». Выход в 2005 году книги «Раскатанный слепок лица» заставил говорить о поэзии Е. Хорвата как об одном из самых интересных явлений русской литературы конца XX века. Борис Клетинич, друг поэта, написал воспоминания о Евгении Хорвате, посвящённые выходу книги «Раскатанный слепок лица».

Я не собирался писать воспоминания о Хорвате, потому что он действует у меня в романе.
Но, во-первых, роман пока не окончен.
Летом 2000-го я заказал недельный пакет «Тель-Авив — Мюнхен — Тель-Авив. Полёт + автомобиль». Из Мюнхена повёл на север. Сквозь вздыбленные леса Шварцвальда, вдоль русалочьих утёсов Рейна, по университетской брусчатке Гёттингена, обгоняя зачарованную процессию из Гамельна. Когда я достиг Хенштедт-Ульцбурга, то из пакетных 7 дней у меня уж израсходовано было 5. Городок оказался низенький, как грибная поляна. Единственный отель — как пенёк. Не «Хилтон», но с густыми портьерами и томиком Священного Писания в тумбочке у кровати. Вышел на балкон. Сады, сумерки. Спирали одноэтажных улиц из кирпича. нарезанного как чесночные зубчики. Позвонил по телефону из номера.
Наутро Катарина Клинке-Хорват повезла меня на кладбище, небольшое, дачное.
Прошли между усыпальнями. Остановились у фамильной, в несколько холмиков, ограды. Я стал шарить глазами по надписям, искать.
«Хорват, Хорват умер.

Хорват умер, умер… —

Стукнуло меня кириллицей.—

Больше смерти нет.

Выше смерти нет.

Лучше смерти нет»,
— такой вот текст, на русском, был выколот по немецкому камню.

## Критика
Евгений Хорват был одним из парадоксальнейших поэтов своего поколения. … Хорват, как и несколько других (более старших) неподцензурных поэтов нового времени, пошёл по пути превращения самого себя в эстетический факт, в литературный миф — и саморазрушение, безумие, самоубийство, как это ни страшно, предстают необходимыми элементами подобной операции. … Безусловно, сама страсть к письму, само версификационное умение было принципиальным стимулом его работы. Заворожённость словом как таковым, переживание его самодостаточности и всесильности — вот корень такого отношения к поэтической работе… Классическая постакмеистская просодия сменяется у Хорвата пронзительной и мощной заумью, глоссолалией, концептуальные опыты — психоделическим шаманским потоком. Это не безличие, это многоаспектность, многоголосность поэта, позволяющего себе пропускать слово сквозь фильтры самых разнообразных традиций и методов.
— Данила Давыдов

### О Евгении Хорвате
- Катя Капович. Три зимы под копирку (недоступная ссылка) // Сетевая Словесность; «Звезда», № 4, 2006.
- Владимир Орлов. Евгений Хорват. // АКТ, № 17, 2005. — С. 20
- Олег Юрьев // «Критическая Масса», № 3, 2006. Бедный юноша, ровесник…
- Борис Клетинич «О Евгении Хорвате и его книге „Раскатанный слепок лица“», 2006 Мемуар